# 埃格伯特·范坎彭
埃格伯特·鲁道夫·范坎彭（荷蘭語：Egbert Rudolf van Kampen，1908年5月28日—1942年2月11日）是一位荷兰数学家。他对代数拓扑学，尤其是基本群的研究，做出了重要的贡献。
范坎彭1929年在莱顿大学获得博士学位。1931年离开欧洲前往美国，任职于约翰·霍普金斯大学。任职期间，范坎彭遇到了扎里斯基。在他的影响下，范坎彭提出并证明了塞弗特—范坎彭定理。